# Cordillera Huayhuash

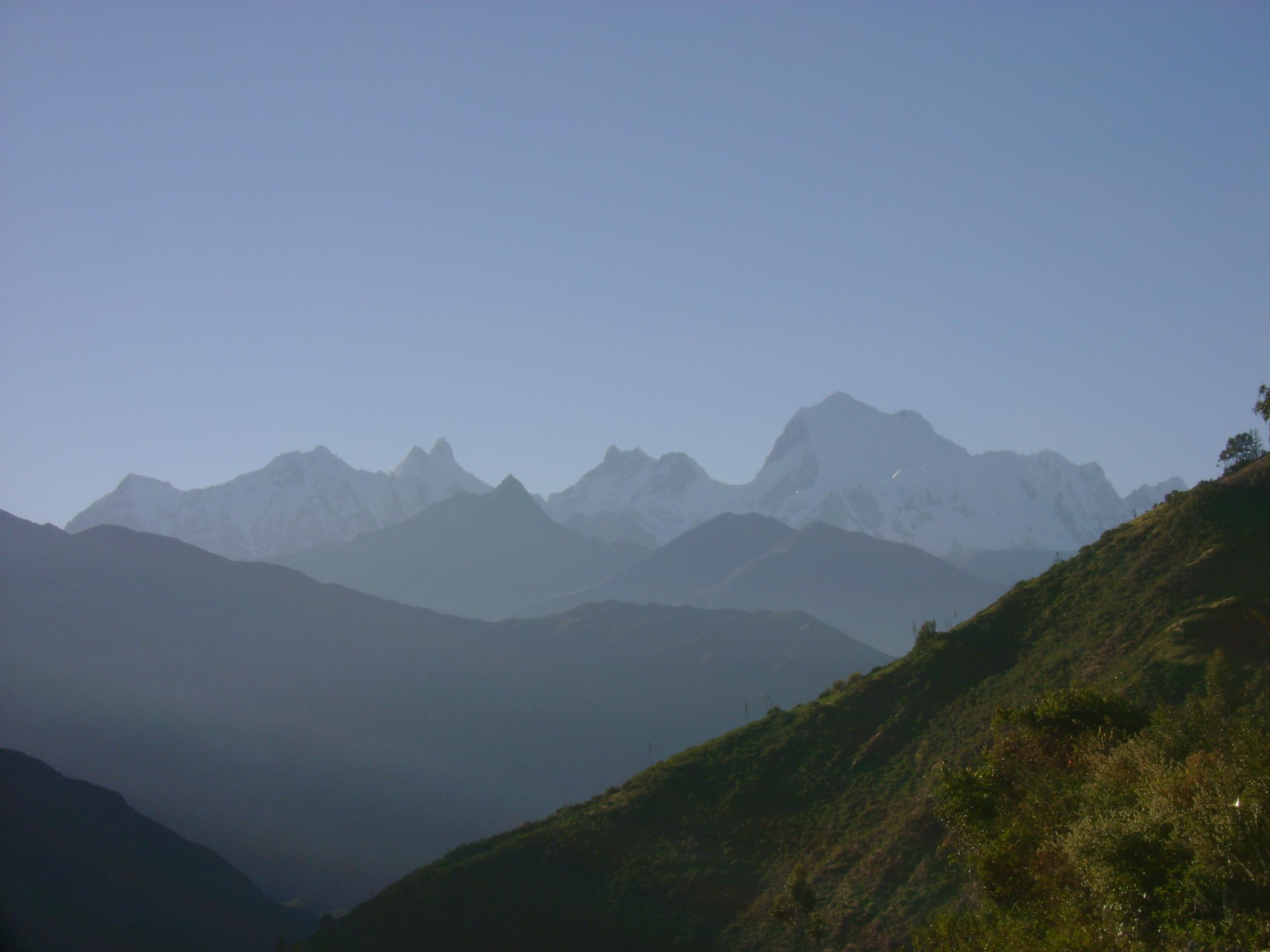
Rondoy, Jirishanca, Yerupajá Chico y Yerupajá desde el mirador de Chiquián, Áncash.

La cordillera Huayhuash es una cordillera en los Andes del Perú. Corre de norte a sur, la zona principal que posee unas veinte cumbres se desarrolla en una extensión de aproximadamente 30 km, con una cadena montañosa secundaria de cumbres de menor altura hacia el oeste que posee unos 15 km de largo. Seis de los picos superan los 6000 m . Entre las montañas se destacan el Yerupajá (6635 m), la segunda montaña más alta del Perú (luego del Huascarán con 6770 m), y Siula Grande (6345 m), que alcanzó la fama por la obra Tocando el vacío del alpinista Joe Simpson.
Es la segunda cadena montañosa más alta del mundo en la región tropical, después de la cordillera Blanca, inmediatamente al norte. Aunque está ubicada a 120 km del océano Pacífico, la cresta forma parte de la divisoria de aguas del continente sudamericano; las aguas de la escarpa oriental discurren hacia el río Marañón, principal tributario del Amazonas.
En sus 30 km de norte a sur hay 7 montañas que sobrepasan los 6000 m y 7 elevaciones de más de 5500 m. La zona también aloja docenas de lagunas glaciares de belleza incomparable (Carhuacocha, Juhuacocha, Solterococha, Mitucocha, Jurau, entre otras). Ubicada a aproximadamente 50 km al sur de la cordillera Blanca.

La zona posee una población muy escasa, con unos pocos caseríos diseminados por debajo de la cota de 4000 m (la cota de nieve se encuentra a una altitud de 4800 m). Los poblados más próximos son Chiquián (3400 m) y Cajatambo (3375 m). En la región se realizan algunas actividades mineras, por lo que al norte de las montañas hay un camino de tierra consolidada que alcanza los 4750 m de altitud. En 2002 el Ministerio Peruano de Agricultura declaró al Huayhuash una "zona de reserva" y prohibió ciertas actividades económicas, incluido el desarrollo de minería.

## Etimología
Su nombre proviene de Huáyhuash cuyo nombre en quechua correspondería al de un tipo de comadreja de las alturas, también se conoce en quechua como mashallu, ver Diccionario de quechua ancashino de Francisco Carranza.

## Ubicación geográfica
Se encuentra localizada a 10°30'01 de latitud sur y 76°45'09 de longitud oeste, en el área donde convergen las regiones de Ancash (provincia de Bolognesi), Huánuco (provincia de Lauricocha) y Lima (provincia de Cajatambo).

## Hidrografía
El sistema hidrográfico del área está separado por dos vertientes: la vertiente del Pacífico, que drena el flanco occidental a través de los tributarios del río Pativilca; y la vertiente del Amazonas, que drena el frente oriental a través de los tributarios del río Marañón.

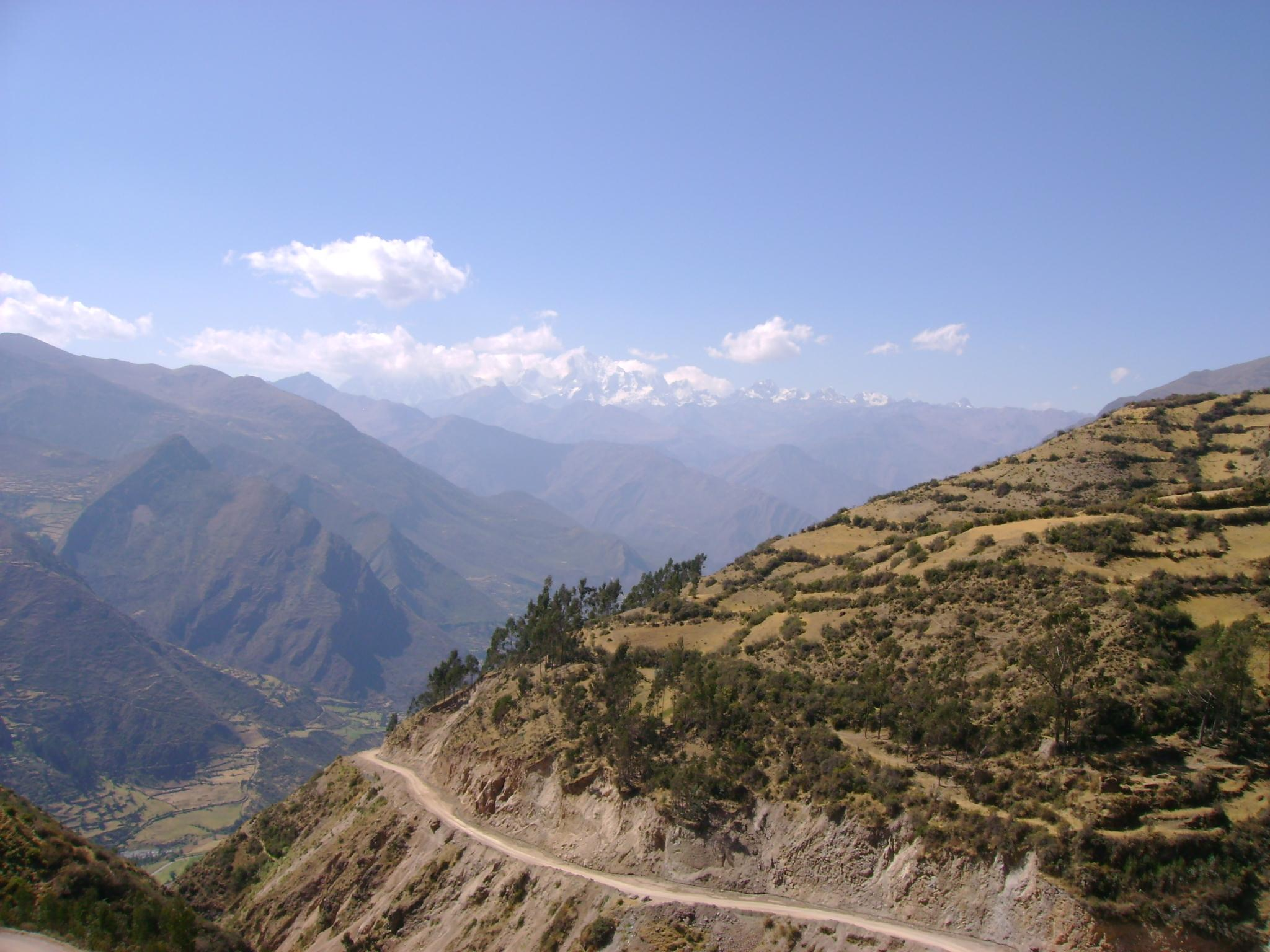
Cordillera Huayhuash desde la carretera Chiquián - Conococha, Áncash.

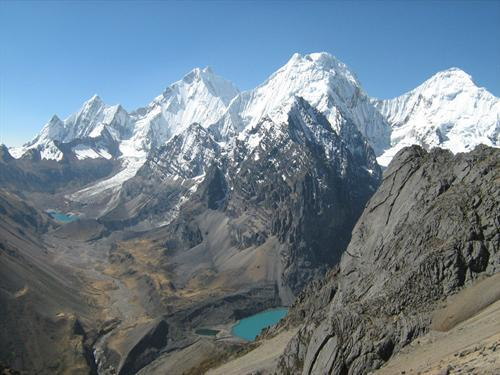
De derecha a izquierda: Jurau, cimas del Siula Grande y Sarapo, Yerupaja Grande y el Yerupajá Grande; vistos desde el Paso San Antonio, Lima.

## Clima
En cortas distancias la altitud varía enormemente, esto causa que la temperatura fluctúe mucho con climas semitropicales y polares. Esto es válido para las áreas altas ubicadas en las cabeceras de los valles y de las montañas. En los valles más bajos el clima se presenta templado, tornándose cálido hacia los valles de los ríos Pativilca y Marañón.
La temperatura promedio en el valle es de 20 °C en el día. En las noches la temperatura fluctúa entre 5 a 15 °C. A los 4000 metros de altitud el sol protege del frío, pero en las noches la temperatura desciende por debajo de los 0 °C.
Las precipitaciones se inician normalmente en el mes de octubre y se mantienen hasta marzo. En efecto, en la estación de Aquia (3200msnm) se ha reportado entre 618 y 833 mm  de precipitación anual (1966-1968), mientras que en Chiquián (3550 m) se reportaron 843,9 mm en 1970.

## Geología
Huayhuash está constituida por rocas sedimentarias del Cretáceo. Específicamente se presenta piedra caliza y cuarcita a lo largo del área, interrumpidas por intrusiones ocasionales del Carbonífero y pizarras o esquistos de arcilla roja” (Kinsl 1957). 
La tectónica del área de Huayhuash está caracterizada por una estructura de falla simple que mantiene un rumbo de nornoroeste a sursureste. La sucesión de sinclinales anticlinales se puede apreciar muy claramente en los valles y sus formas. Con los sinclinales están relacionados los ensanchamientos de los valles y con los anticlinales, lo opuesto. 

## Flora y fauna
Al igual que como la cordillera Blanca,  tiene una gran diversidad en flora y fauna. El Instituto de la Montaña en la Cordillera Huayhuash ha identificado 272 especies de plantas, agrupadas en 148 géneros y 55 familias. Hay 61 especies de aves, 14 mamíferos, dos anfibios y dos peces. Luego de las especies de aves amenazadas de extinción han sido identificados. Lagos de color turquesa donde se pueden encontrar truchas. Hay cinco zonas ecológicas en la cordillera entre ellos tenemos: bosque de ribera (bosque ribereño), monte bajo (Matorral), matorrales y pastizales Puna (Césped y pajonales de puna), bosque de montaña (Bosques de montaña), las turberas y lagos (Lagunas y bofedales).
En 2002, el Ministerio de Agricultura del Perú declaró que la cordillera Huayhuash un "Área Reservada" y prohíbe determinadas actividades económicas, incluyendo cualquier futura extracción.

## Turismo

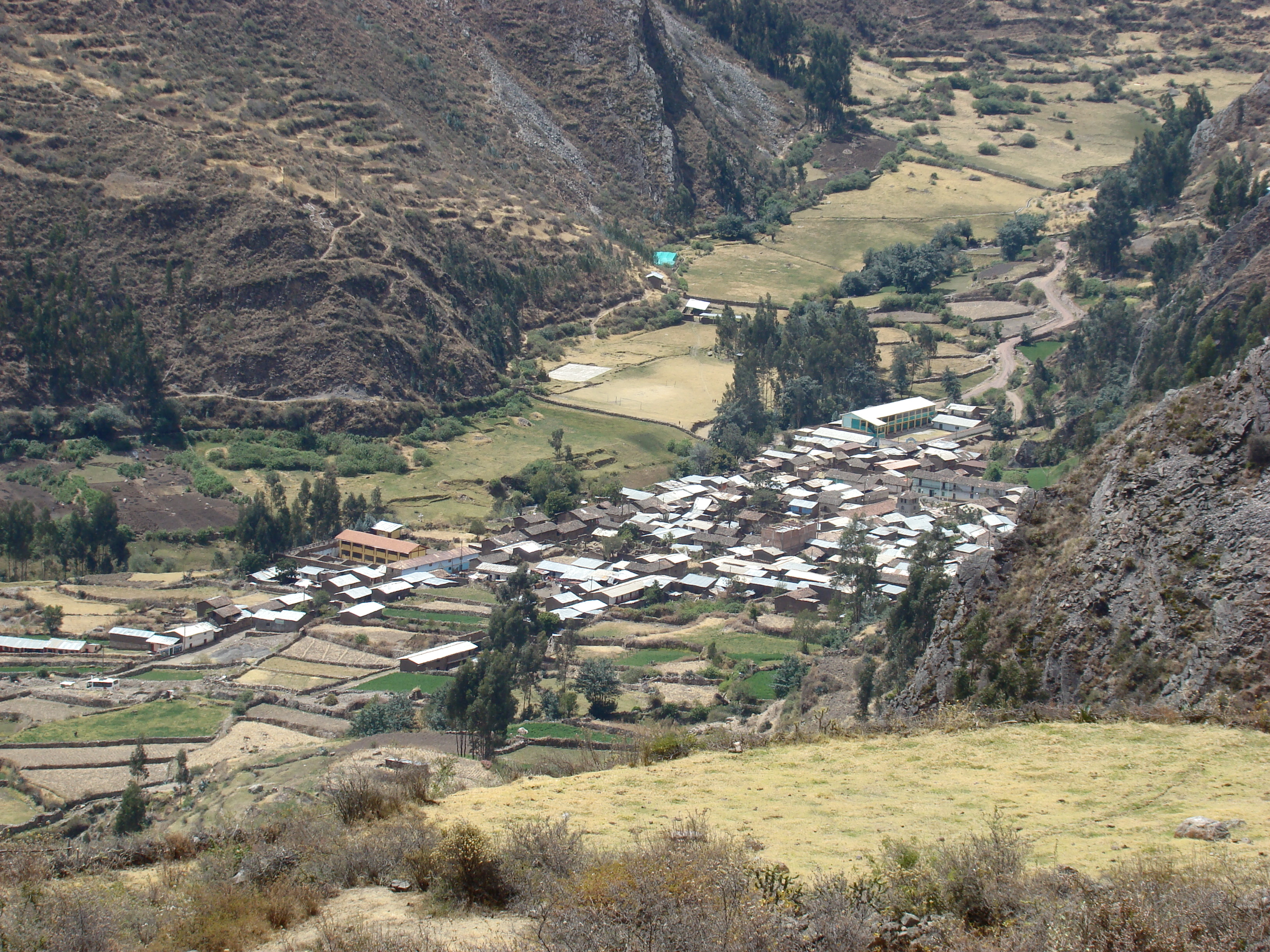
Llamac.

Es considerado uno de los lugares más prístinos del mundo debido a su extrema inaccesibilidad, pues recorrerla implica caminar 180 km por terrenos por encima de los 4300 m s. n. m. A diferencia de su vecina la cordillera Blanca tiene escasa afluencia de turistas.
Para ingresar a la reserva se hace escala en la pequeña ciudad de Chiquián, conocida como la portada de ingreso a la cordillera. Desde este lugar, se continúa por un camino que solo es transitable en vehículo 4x4 al pueblo de Llamac "Pórtico de Huayhuash" desde aquí se puede ir por el camino más famoso que es por la ruta de Llamac - Pampa Llamac- Jahuacocha. o también por la otra alternativa CuartelHuain-Rondoy-Jahuacocha.
A partir de este lugar se puede realizar trecking y ecoturismo. El "Circuito de Huayhuash" lleva al caminante alrededor de la Cordillera en 7 días, siempre al pie de los nevados y pasando múltiples lagunas de origen glaciar. 
El Huayhuash es también una zona de atracción para la práctica del andinismo profesional, debido al desafío de escalar sus paredes y aristas casi verticales de sus picos en roca y hielo, y que sobrepasan las dificultades de los picos de la cordillera Blanca.
Desde el año 1970 ocho años antes de la creación de la escuela de la asociación de Guías de Montaña del Perú en Huaraz, ya un Llamaquino logró coronar las cumbres del Huayhuash, esto se logró gracias a una expedición española que enseñó a escalar al señor Primitivo Nazario Antaurco conocido como "chevere" o "primish" que logró coronar al Rasac y Yerupaja en el año de 1971 con la ayuda de una expedición francesa, teniendo reconocimiento por parte del INRENA y el Congreso de la República del Perú, también creó el Club de Andinismo Chiquián, primer club reconocido legalmente por el estado Peruano y por INRENA, club conformado solo por LLamaquinos, hombres que hacían el servicio de turismo, guías y arrieros, cabe resaltar que en el año de 1955 el señor Sacarias Ocrospoma fue el primer contratista, quien formó un grupo para guiar y trasladar el equipamiento de estos exploradores, entre uno de estos miembros de este grupo se encontraba como ayudante el joven Primitivo Nazario, ya que ese año vino la primera expedición a reconocer esta cordillera, el punto de llegada (campamento base) fue la laguna de Carhuacocha en la provincia de Lauricocha en Huánuco.
En el año de 1975 don Primitivo Nazario coronó el nevado de Rasac, colocando la fotografía del Señor Presidente de la República del Perú Juan Velasco Alvarado. También coronó el Nevado de Tuco (Chiquián), por aniversario de la provincia de Bolognesi.
También es oportuno mencionar que en la primera promoción de la escuela de alta montaña de Huaraz se encontraba un hijo llamaquino, el señor Victorino Basilio Huaranga, hombre de destacada labor en el andinismo en el Perú, que logró coronar las cumbres del Huayhuash y de la cordillera Blanca. Por estas razones Llamac es pionero en el turismo en la cordillera Huayhuash, en el andinismo en el Perú. Hoy en día existe gran número de Llamaquinos que se dedican a este deporte de aventura, escalar las montañas peruanas y extranjeras.   
Llamac tiene dos bellas lagunas Solteracocha y Jahuacocha, producto del reflejo que crea estas bellas lagunas al pie del Jirishanca, los llamaquinos veían un espejo natural, por esa razón se bautizó a LLamac como "Espejito del Cielo".

## Lista de principales cumbres
Solo se incluyen aquellos picos que poseen nombre. La mayoría de los nombres son de origen Quechua.

### Cordillera principal

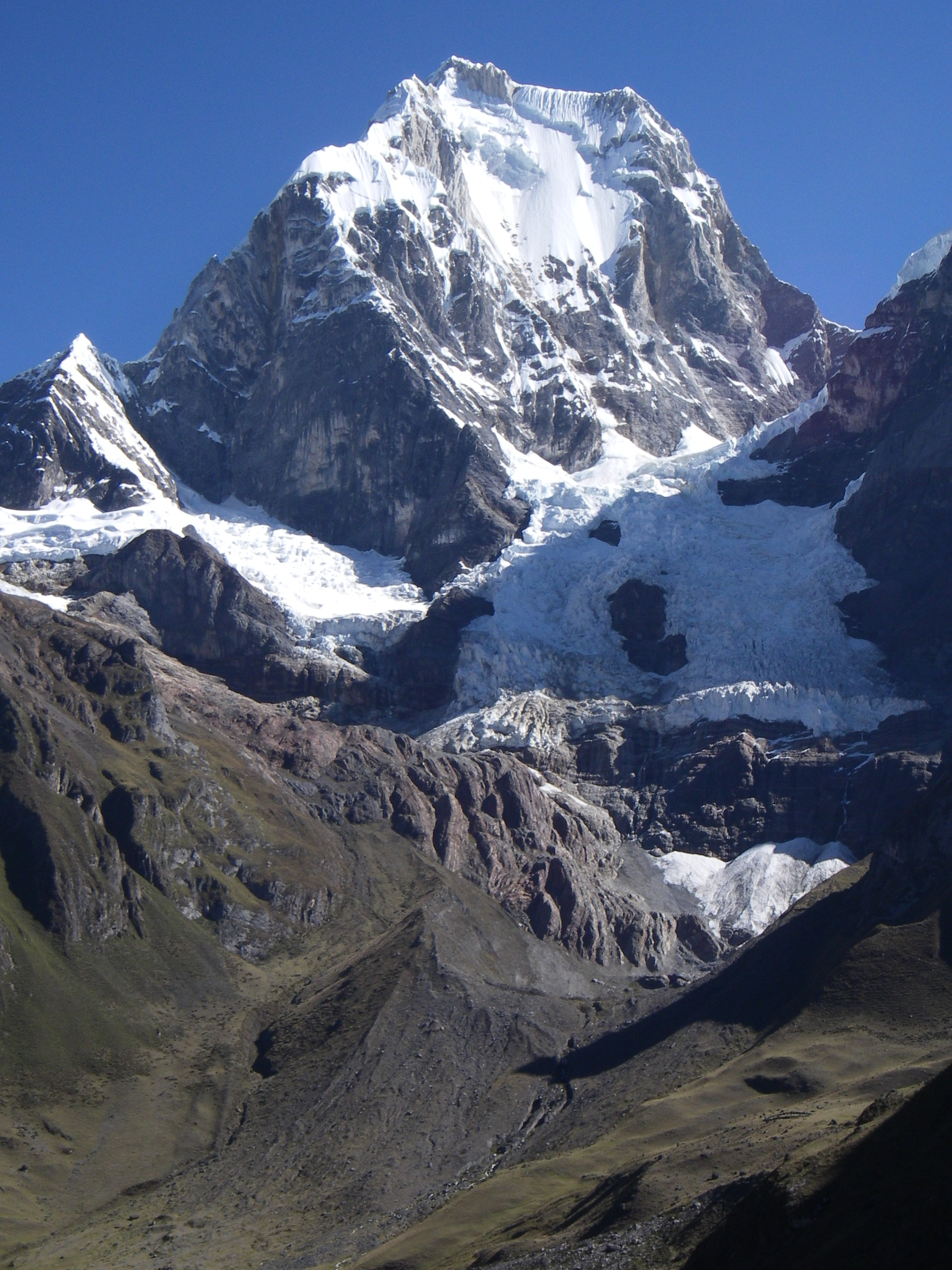
Yerupaja 6635 m.

Desde el norte al sur:
- Ninashanca (5605 m)
- Rondoy (5870 m)
- Mitaraju (5750 m)
- Jirishanca Chico (5445 m)
- Jirishanca (6125 m)
- Yerupaja Chico (6090 m)
- El Toro (5830 m)
- Yerupajá (6635 m)
- Siula Grande (6345 m)
- Seria Punta (5565 m)
- Sarapo (6125 m)
- Sarapococha (5370 m)
- Carnicero (5960 m)
- Nevada Suerococha (5625 m)
- Nevada Jurau (5675 m)
- Nevada Huaraca (5535 m)
- Nevada Quesillo (5600 m)
- Trepecio (5655 m)
- Sueroraju (5440 m)
- Cuyoc (5550 m)
- Pumarinri (5465 m)

### Cordillera secundaria
Este a oeste:
- Seria Norte (5860 m)
- Seria (5545 m)
- Seria Sur (5230 m)
- Rasac (6040 m)
- Tsacra Chico (5550 m)
- Tsacra Grande (5775 m)
- Huacrish (5620 m)
- Ancocancha Este (5555 m)
- Ancocancha (5560 m)
- Nevada Suerococha (5350 m)
- Huacshash (5644 m)
- Pariaucro (5572 m)

## Lagunas
Solo se menciona las principales:
- Jahuacocha (4050 m)
- Viconga (4450 m)
- Solterococha (4122 m)
- Mitucocha (4240 m)
- Carhuacocha (4145 m)
- Jurhuacocha (4480 m)

## Prominencia

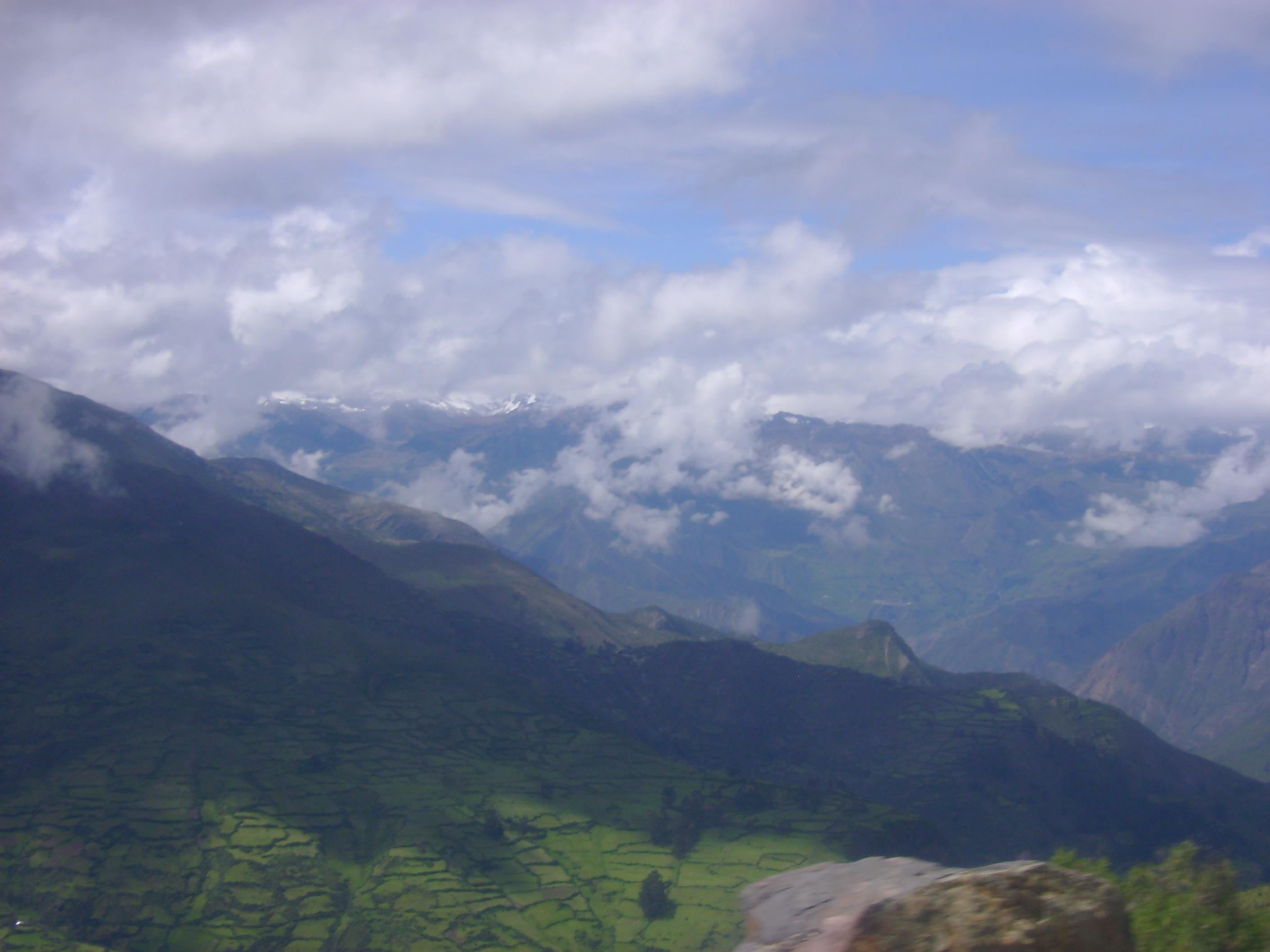
Cordillera Huayhuash cubierta de nubes aun visible desde la carretera Pachapaque-Conococha.

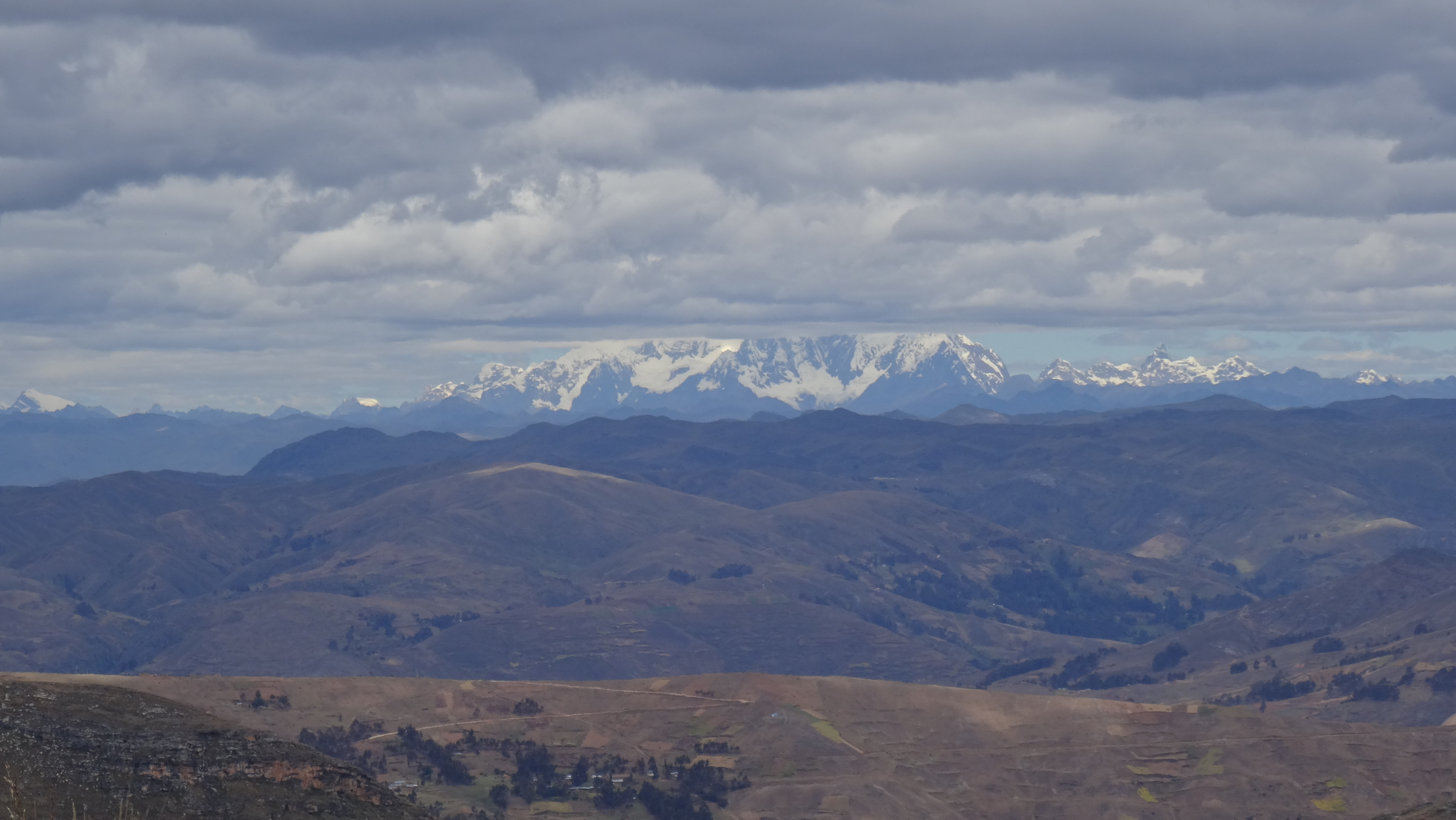
Flanco noreste de la cordillera Huayhuash visto desde las alturas del distrito de Punchao, provincia de Huamalíes.

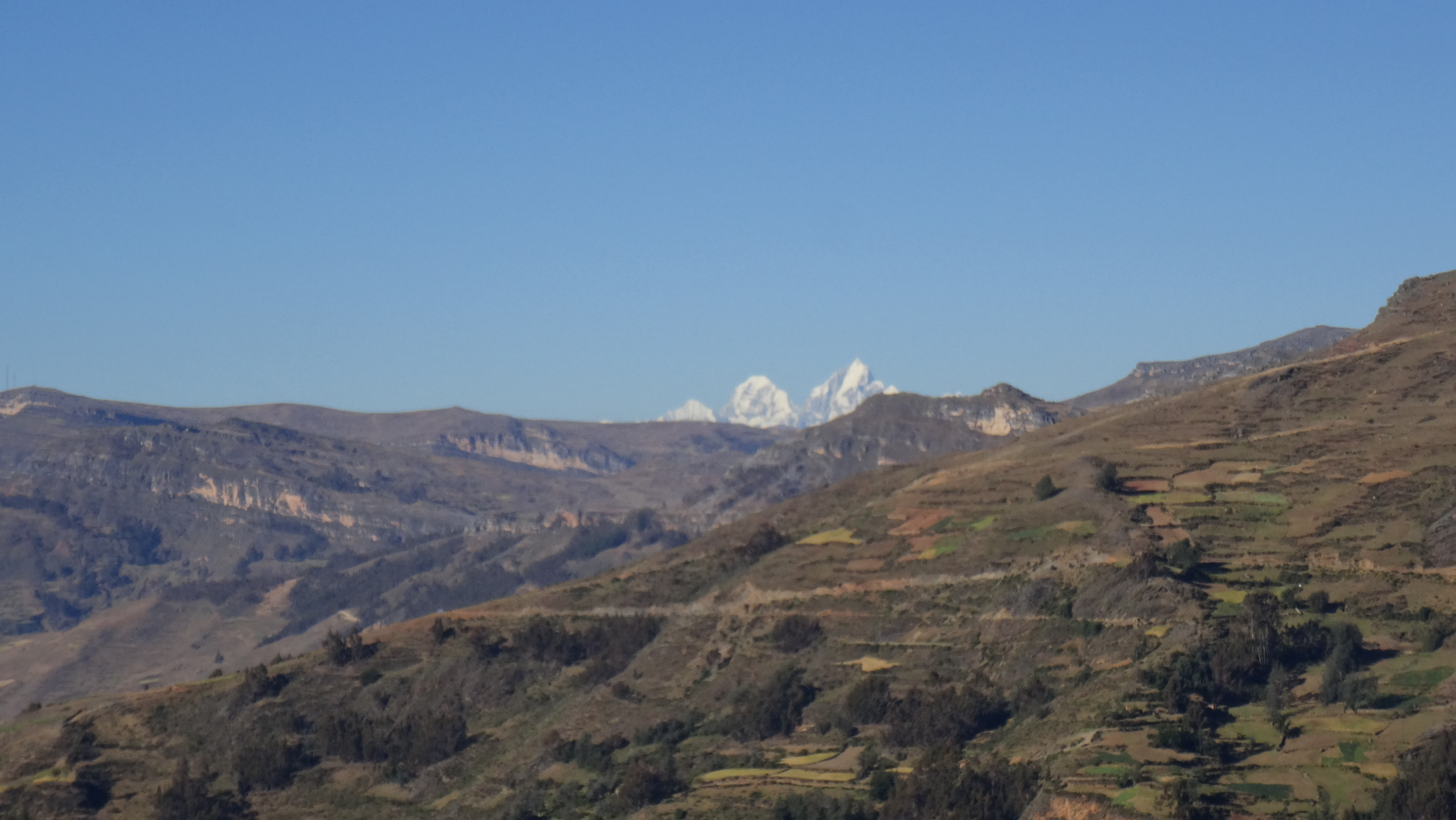
Picos de los Siula Grande y Yerupajá visto desde las alturas del distrito de Singa, provincia de Huamalíes.

A pesar de ser pequeña en extensión, es visible de forma imponente aun a distancias de un radio de hasta 140 km, especialmente desde las partes altas de Áncash, Huánuco, Lima y Cerro de Pasco.
A vista del observador pareciese que los picos nevados alcanzase el firmamento, compitiendo frecuentemente con las nubes, que tapan la cordillera durante algunas horas:  Las nubes por imponer su presencia de los cielos ocultan la cordillera, que como gigantes flotantes amorfos albinos dan la impresión de estar intentado hundirla hacia las entrañas de la tierra de donde nació, pero luego debilitadas desaparecen y los picachos con su emperador el Yerupajá nuevamente se yerguen imponentes apuntando hacia el firmamento .

## Situación actual
La Cordillera Huayhuash es uno de los ecosistemas más frágiles de Perú, pero, felizmente aún se conserva casi prácticamente intacta.
Afortunadamente, el aislamiento que ha sufrido por décadas, le ha evitado el nivel de depredación que han sufrido otras cordilleras más accesibles, como por ejemplo su vecina del norte, la Cordillera Blanca (parque nacional Huascaran). Sin embargo, últimamente, su aislamiento es cada vez menor debido a la construcción de nuevas carreteras, el crecimiento turístico y el incremento de la exploración minera.